# Zollfreistrasse (Riehen)

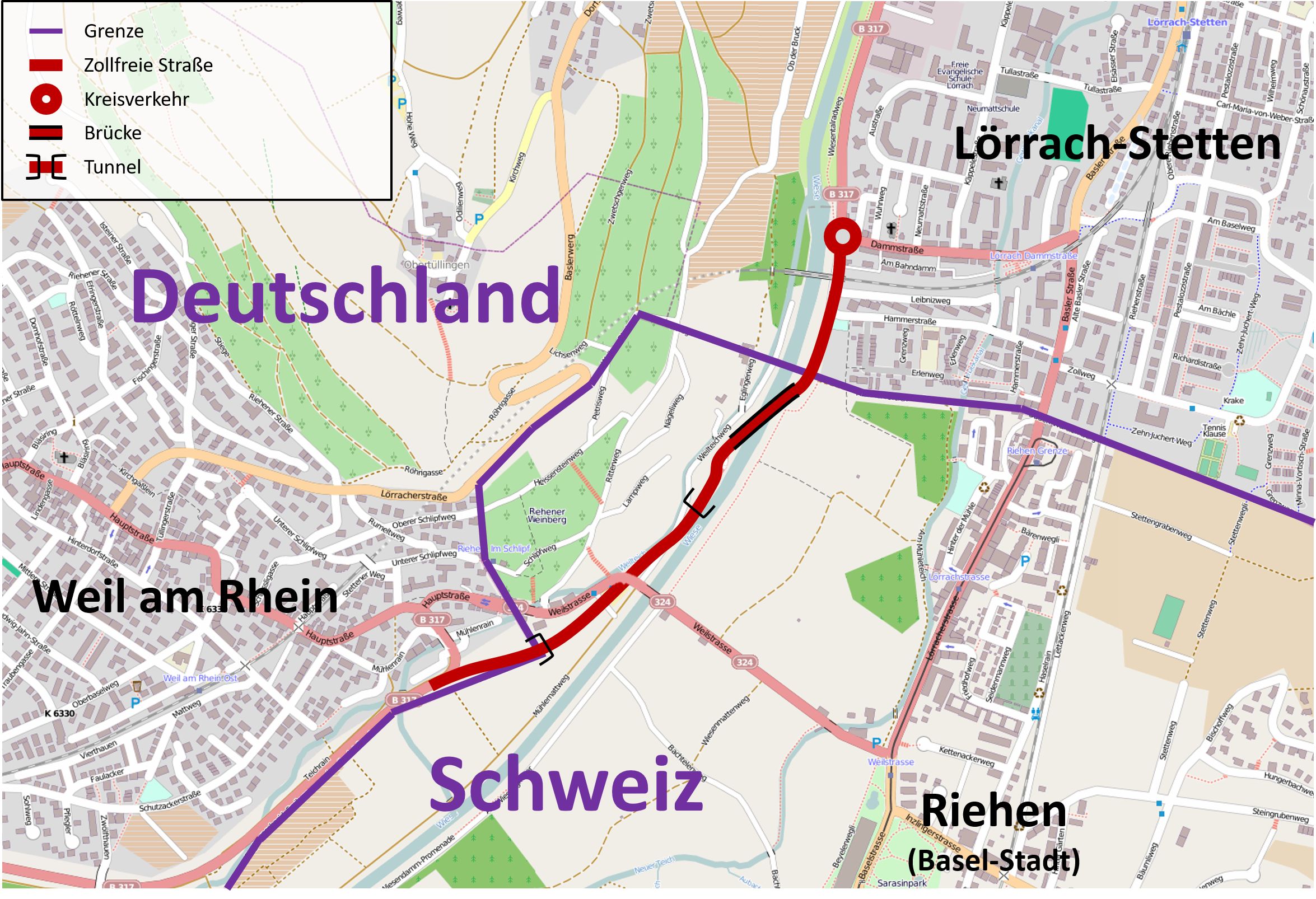
Karte der zollfreien Strasse

Die Zollfreistrasse (auch Zollfreie Strasse) ist eine 738 Meter lange Verbindungsstrasse in der schweizerischen Gemeinde Riehen zwischen den beiden deutschen Städten Weil am Rhein und Lörrach. Sie vervollständigt die von Titisee-Neustadt bis Weil am Rhein reichende Bundesstraße 317. Obwohl sie auf Schweizer Gebiet liegt und im Eigentum des Kantons Basel-Stadt ist, gilt das deutsche Strassenverkehrsrecht. Nach jahrzehntelangem Bauaufschub und jahrelangen Protestaktionen von Naturschützern konnte mit den ersten Bauarbeiten Anfang 2006 begonnen werden. Die Eröffnung fand am 4. Oktober 2013 durch das Regierungspräsidium Freiburg statt.
Insbesondere im Kanton Basel-Stadt war der Bau der Strasse heftig umstritten.

## Beschreibung

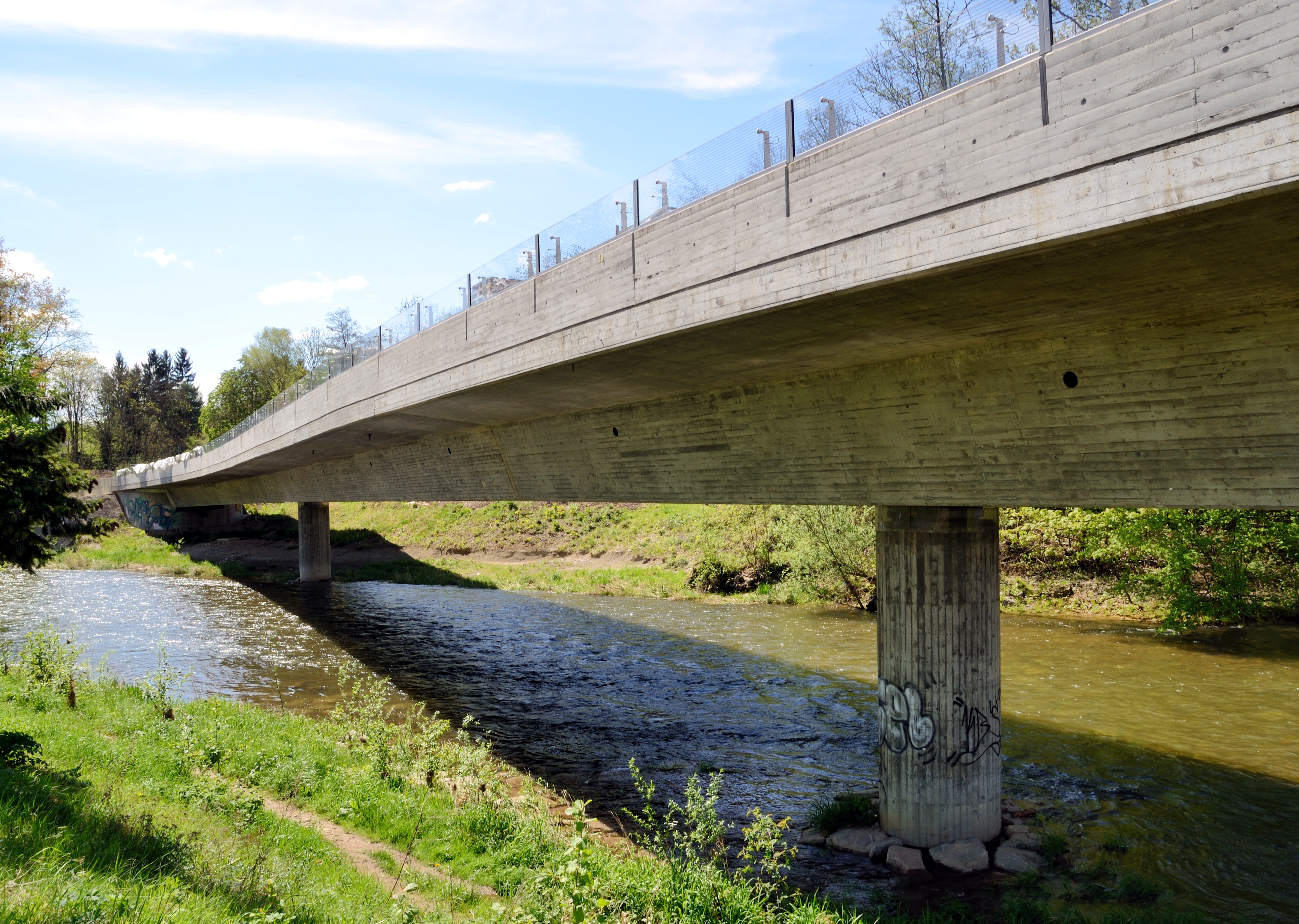
Fertiggestellte Brücke über die Wiese

Das 738 Meter lange Teilstück der Zollfreien Straße besteht aus einem 140 Meter langen Brücken- und einem 388 Meter langen Tunnelbauwerk, dem Wiesentunnel. Die Baukosten des Tunnels betrugen 16,5 Mio. Euro. Die restlichen Abschnitte verteilen sich auf ein Trogbauwerk und einen Dammquerschnitt.

## Geschichte

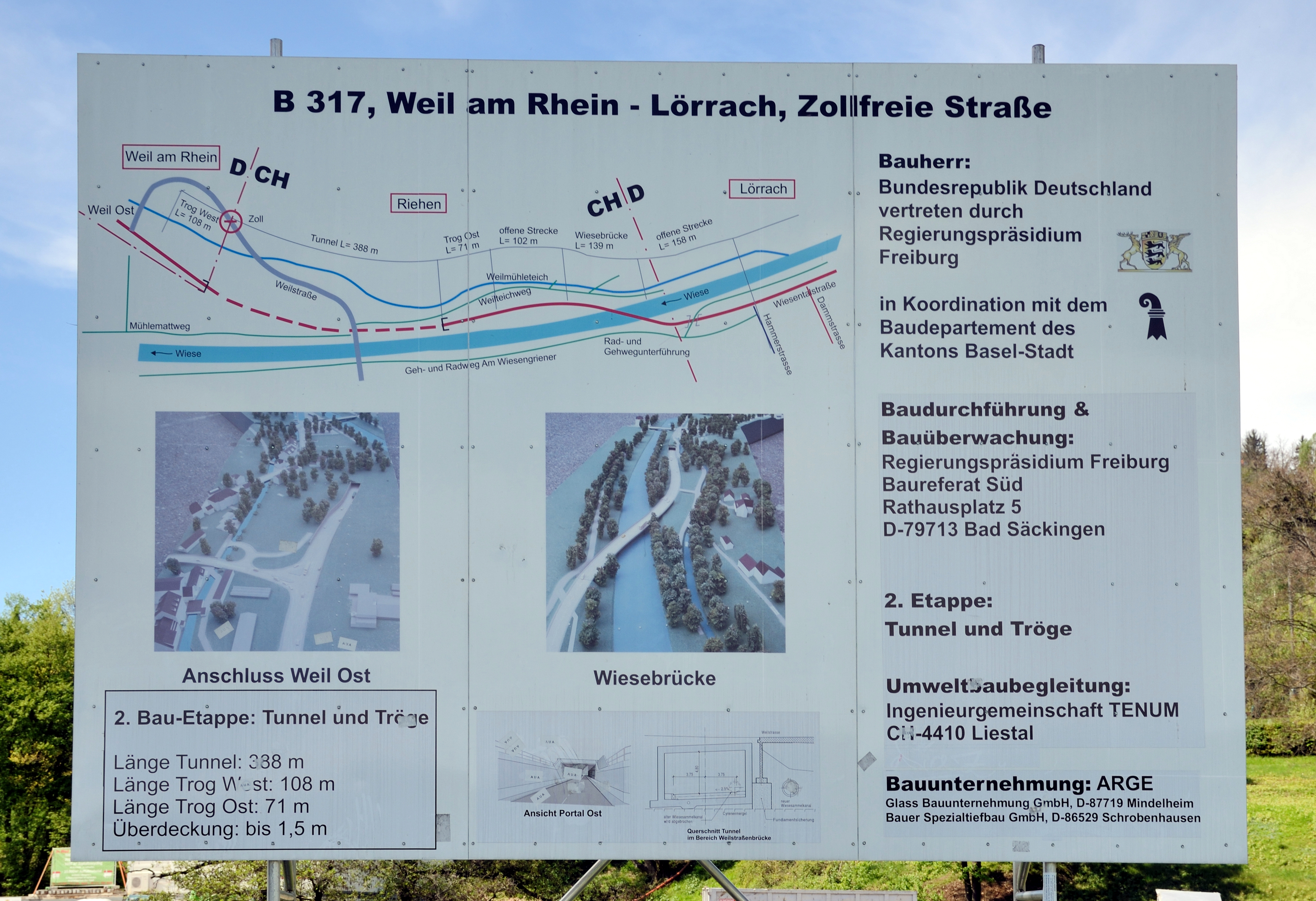
Infotafel Zollfreistrasse an der Weiler Wiesebrücke (2012)

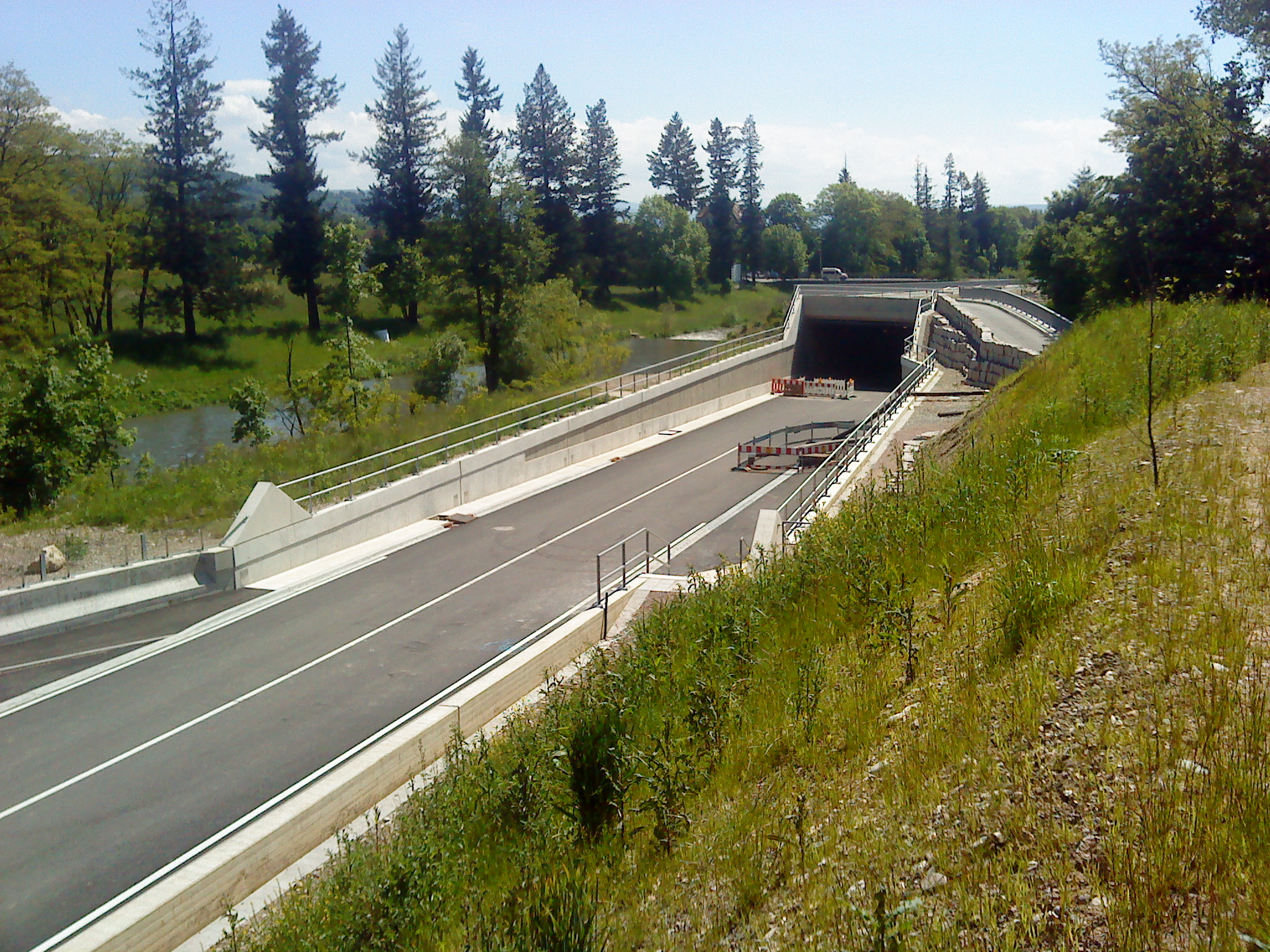
Bauzustand des Tunnels am 27. Mai 2013 (Nordost-Portal)

Seit dem 19. Jahrhundert interessieren sich Basels Nachbargemeinden Weil am Rhein und Lörrach für eine Zollfreistrasse entlang des Flusses Wiese, da diese beiden deutschen Gemeinden damals nicht über eine direkte Strassenverbindung verfügten. Das Strassenbauprojekt wurde 1977 in einem Staatsvertrag zwischen der Schweiz und Deutschland «in Erfüllung der Artikel 34 und 36 des Vertrages vom 27. Juli 1852 zwischen der Schweizerischen Eidgenossenschaft und dem Grossherzogtum Baden betreffend die Weiterführung der badischen Eisenbahnen über schweizerisches Gebiet» verbindlich geregelt. In den folgenden Jahren kam es jedoch immer wieder zu Verzögerungen und Einspruchsverfahren gegen das Projekt. Wegen der Beeinträchtigung des letzten auenähnlichen Flussabschnittes der Wiese und schwieriger geologischer Verhältnisse am Gebiet «Schlipf» des Tüllinger Hügels sowie wegen Zweifeln über die verkehrstechnische Notwendigkeit war die Zollfreistrasse stets umstritten.
Ende der 1990er Jahre wurde die Strasse in Weil am Rhein bis kurz vor die Schweizer Grenze fertiggestellt – bis auf den letzten Abschnitt, eben den Teil auf Schweizer Boden. Als Deutschland 2004 mit dem Bau dieses letzten Strassenabschnitts beginnen wollte, organisierte der Verein Regio ohne Zollfreistrasse (RoZ) unter Führung des Basler Arztes Martin Vosseler Widerstand. Als Symbol wählte die RoZ den Eisvogel, der nach ihren Angaben an dieser Stelle im Kanton Basel-Stadt sein letztes Refugium habe.
Als Widerstand gegen die «Zollfreie» wurden zahlreiche Einsprachen auf allen juristischen Ebenen eingereicht, Verjährungen wurden beanstandet, Bäume wurden besetzt und Anfang 2006 wurde sogar eine kantonale Volksabstimmung lanciert, die prompt angenommen wurde: Die Basler Bevölkerung befürwortete den Schutz des gesamten Wieseflussufers und des Gebietes Schlipf. Kurz vor der Abstimmung wurde der Wald auf Schweizer Boden jedoch schon gerodet. Martin Vosseler unternahm einen einmonatigen Hungerstreik und hielt in der Basler Leonhardskirche dreimal täglich Andachten ab. Durch persönliche Beziehungen kam eine kritische Kleine Anfrage von Eva Bulling-Schröter im Bundestag zustande.
Da das Schweizer Bundesgericht am 23. Januar 2006 den erneuten Einspruch gegen die Rodungsbewilligung zurückgewiesen hatte, konnte mit dem Bau der Zollfreistrasse begonnen werden.
Die jahrelange Debatte über das Für und Wider konnte den Bau der Zollfreistrasse zwar nicht verhindern, jedoch wurden über Jahre hinweg die örtlichen Entscheidungsträger und die lokale Bevölkerung für das Thema Natur und Gewässerschutz an der Wiese sensibilisiert. Alle drei beteiligten Gebietskörperschaften verpflichteten sich, auch aufgrund der hartnäckigen Proteste, zu weitgehenden ökologischen Ausgleichsmassnahmen. Diese Ausgleichsmassnahmen wurden teilweise schon in den 1970er Jahren festgelegt, teilweise erst in den 2010er Jahren beschlossen.
Am 4. Oktober 2013 wurde die Strasse schliesslich für den Verkehr freigegeben. Einen Tag zuvor hatte die Bevölkerung die Möglichkeit, die Strasse zu Fuss abzulaufen.
Nachträglich wurden der Anschluss der Dammstraße an die B317 als Kreisverkehr realisiert und ferner bauliche Massnahmen zum Lärmschutz getroffen.
Das Schwimmbad, welches dem Bau weichen musste, wurde auf dem Tunneldeckel als Naturbad Riehen neu angelegt und im Juni 2014 eröffnet.